# Bernat Despuig i Rocafull
Bernat Despuig i Rocafull (Xàtiva, Costera, ? — València, 1537) va ser mestre de l'orde de Montesa (1506-37) i poeta. Va perdre la vida el 1536, i les seves despulles es van enterrar inicialment al convent de Montesa. Temps després, es van portar a l'església del Temple de València.